# Бомон сир Дем
Бомон сир Дем (фр. Beaumont-sur-Dême) је насељено место у Француској у региону Лоара, у департману Сарт.
По подацима из 2011. године у општини је живело 356 становника, а густина насељености је износила 26,39 становника/km².

## Демографија
| 1962. | 1968. | 1975. | 1982. | 1990. | 2011. |
| ----- | ----- | ----- | ----- | ----- | ----- |
| 523   | 548   | 379   | 354   | 329   | 356   |